# Ampelisca chiltoni
Ampelisca chiltoni är en kräftdjursart. Ampelisca chiltoni ingår i släktet Ampelisca och familjen Ampeliscidae. Inga underarter finns listade i Catalogue of Life.